# Senad Žerić
Senad Žerić (Szarajevó, 1977. szeptember 4. –) bosnyák válogatott labdarúgó.

## Mérkőzései a bosnyák válogatottban
| #  | Dátum               | Ellenfél      | Eredmény | Kiírás                                 | Esemény |
| -- | ------------------- | ------------- | -------- | -------------------------------------- | ------- |
| 1. | 1999. augusztus 18. | Liechtenstein | 0 – 0    | barátságos mérkőzés                    | 46'     |
| 2. | 2001. január 12.    | Banglades     | 2 – 0    | Millennium Super Soccer Cup csoportkör | 63'     |
| 3. | 2001. január 14.    | Jugoszlávia   | 1 – 1    | Millennium Super Soccer Cup csoportkör | 87'     |
| 4. | 2001. január 22.    | Chile         | 1 – 0    | Millennium Super Soccer Cup elődöntő   | 77'     |
| 5. | 2001. január 25.    | Jugoszlávia   | 0 – 2    | Millennium Super Soccer Cup döntő      | 46'     |

## Sikerei, díja
Boszia és Hercegovina
- Millennium Super Soccer Cup döntős: 2001